# 慈州
慈州（じしゅう）は、中国にかつて存在した州。礠州とも作る。
590年（開皇10年）、隋代により設置された。605年（大業元年）に廃止された。

## 下部行政区画
- 滏陽県
- 邯鄲県
- 武安県